# Oxydesmus spatulatus
Oxydesmus spatulatus är en mångfotingart som beskrevs av Carl Graf Attems. Oxydesmus spatulatus ingår i släktet Oxydesmus och familjen Oxydesmidae. Inga underarter finns listade i Catalogue of Life.